# Université technologique d'Osaka

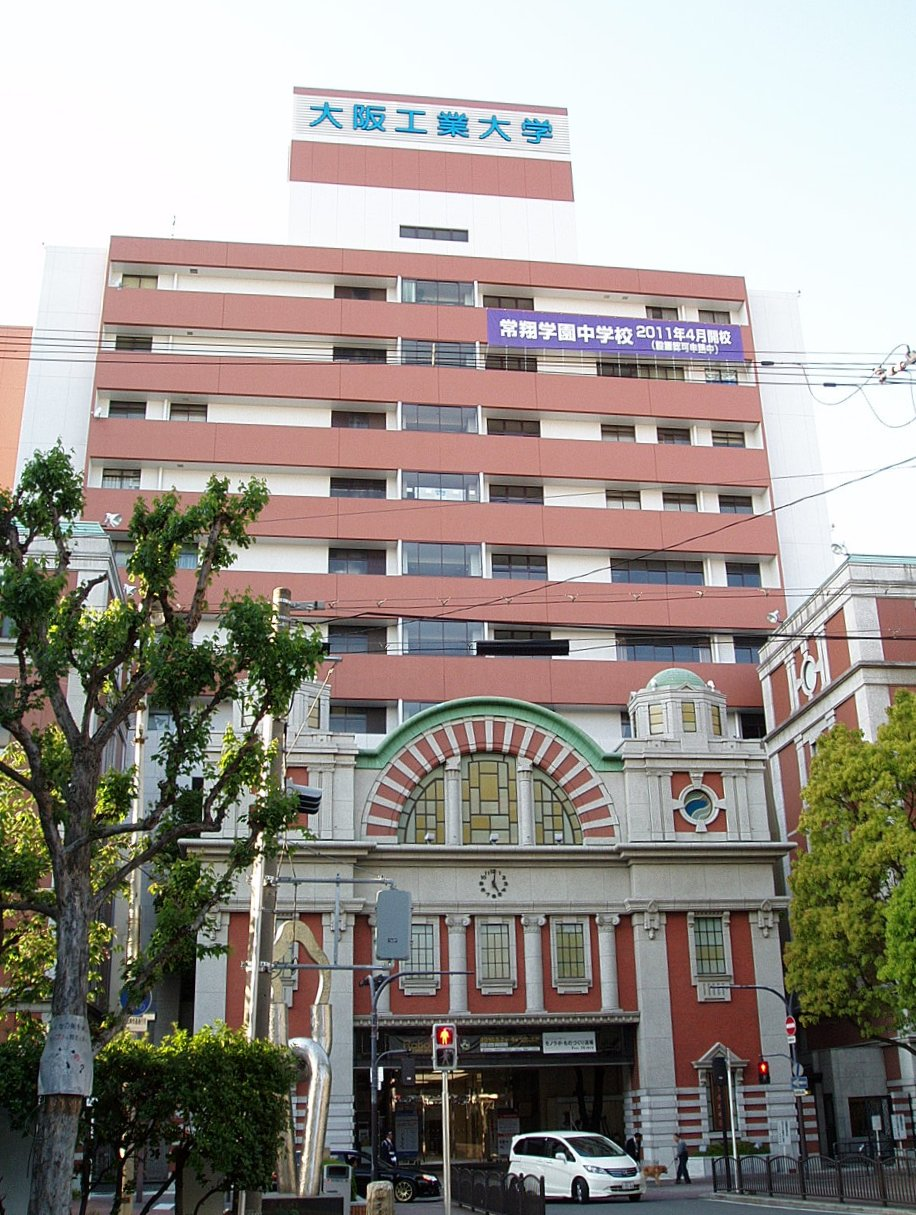
Campus d'Omiya

L'université technologique d'Osaka ou Osaka Institute of Technology (OIT, 大阪工業大学, Ōsaka kōgyō daigaku), en abrégé Dai kōdai (大工大) ou Han kōdai (阪工大) est une université privée de la préfecture d'Osaka, au Japon. L'OIT a trois campus, le campus d'Omiya, situé dans l'arrondissement Asahi-ku d'Osaka, le campus d'Umeda, situé dans l'arrondissement Kita-ku d'Osaka et le campus d'Hirakata, situé à Hirakata.

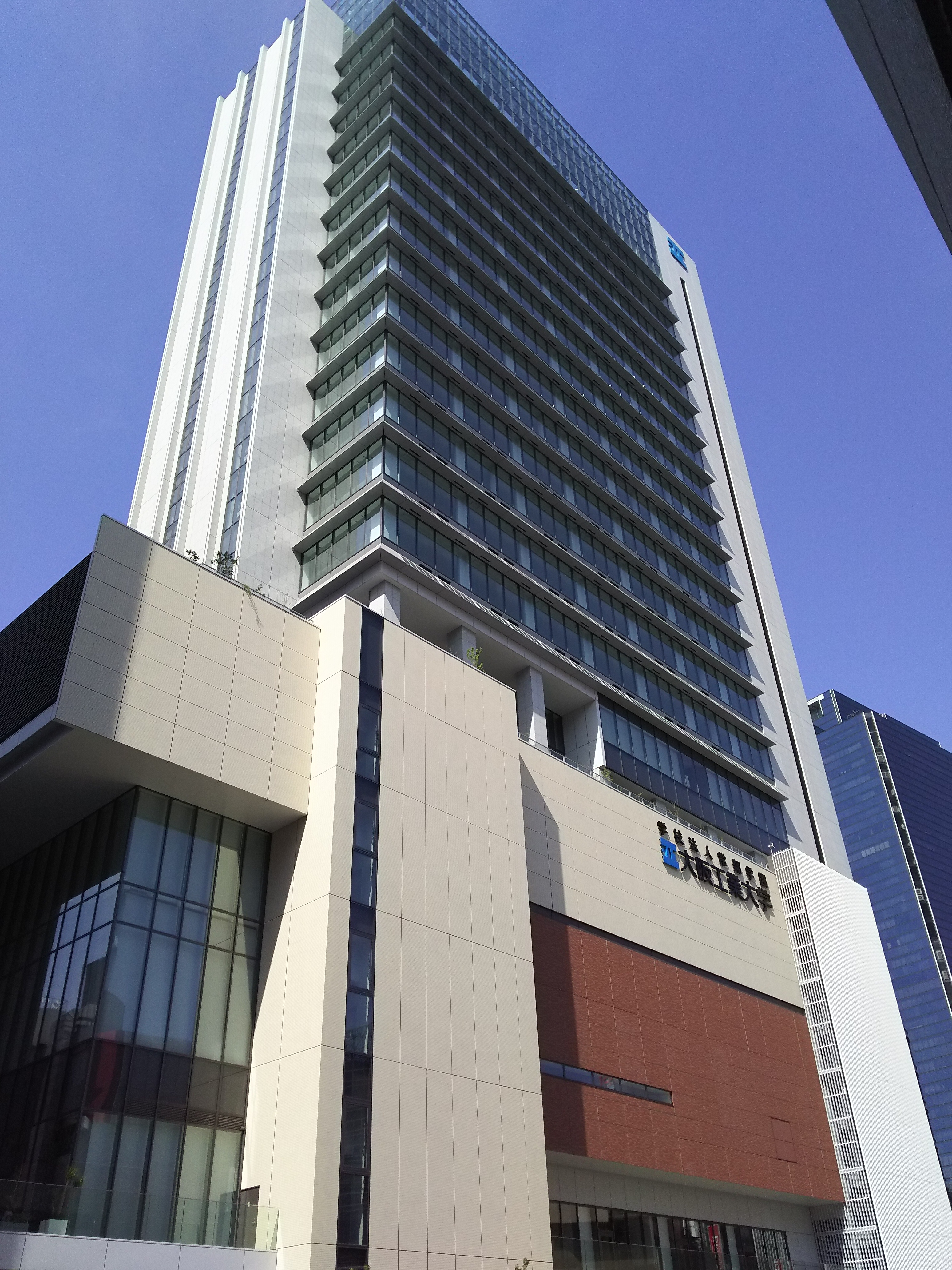
Campus d'Umeda

## Histoire et organisation
L'OIT a été fondée en 1922 sous le nom d’École technique d’ingénierie du Kansai par l'homme d'affaires Kyosaburo Honjo, avec Yasushi Kataoka comme directeur, un architecte diplômé de l'Université Impériale de Tokyo (actuelle université de Tokyo).
En 1940 fut établie l'École supérieure des techniques du Kansai, un collège de 3 ans pour les hommes (âgés de 17 à 20 ans). Cette école a été renommée École supérieure des techniques de Setsunan en 1942, puis École des techniques et d’ingénierie de Setsunan en 1944.
En avril 1949, elle devient l'Institut de technologie de Setsunan, une université de quatre ans. En octobre 1949, il est rebaptisé Osaka Institute of Technology (OIT) (Université technologique d'Osaka).
Au début, l'OIT n'avait qu'une faculté, la Faculté d'Ingénierie, composée de trois départements (Architecture, Génie civil, Électrotechnique). Plus tard, l'OIT a ajouté d'autres départements (Génie mécanique, Génie Électronique, Chimie Appliquée, Génie de l'Environnement, Génie biomédical) et également trois facultés: (Faculté des Sciences de l'information et de la Technologie, Faculté de Propriété intellectuelle, Faculté de Robotique et Design) et des écoles supérieures, qui comprennent des cours de doctorat.
- 1949 : Faculté de Génie
- 1965 : École d'études Supérieures (Département de Recherche en Ingénierie)
- 1967 : cours de doctorat
- 1996 : Faculté des Sciences de l'Information et de la Technologie
- 2003 : Faculté de la Propriété Intellectuelle
- 2017 : Faculté de Robotique et de Design